# Вракуповица
Вракуповица (болг. Вракуповица) — село в Благоевградской области Болгарии. Входит в состав общины Струмяни. Находится примерно в 10 км к западу от центра села Струмяни и примерно в 40 км к югу от центра города Благоевград. По данным переписи населения 2011 года, в селе  проживало 23 человека, преобладающая национальность — болгары.

## Население
| Год     | 1934 | 1946 | 1956 | 1965 | 1975 | 1985 | 1992 | 2001 | 2011 |
| ------- | ---- | ---- | ---- | ---- | ---- | ---- | ---- | ---- | ---- |
| Жителей | 273  | 263  | 279  | 225  | 137  | 80   | 62   | 37   | 23   |

|  |